# Gustavo Wojciechowski
Gustavo Wojciechowski, conocido como Maca (Montevideo, 16 de abril de 1956) es un diseñador gráfico, escritor, editor y publicista uruguayo. «Maca» (originalmente «Macachín») es el seudónimo con el que firma algunos de sus trabajos.

## Biografía
En 1982 fundó e integró la Revista Uno en la Cultura y también el colectivo y sello editorial Ediciones de UNO (junto a Agamenón Castrillón y Héctor Bardanca), además del panfleto de agitación cultural "La Oreja Cortada". En 2004 crea su propio sello editorial: Yaugurú. Colabora además como ilustrador para diferentes medios de prensa del país.
Es docente de la Universidad ORT desde 1996 donde dirige las materias de Diseño Editorial y Tipografía.

## Obras
- Zafiro (yo sólo quería ser el cantante de una banda de rock and roll) (novela, 1989).
- M, textículos y contumacias (1994).
- Tipografías.
- Poemas&Polacos (2002).
- Aquí debería ir el título (caja de poesía visual) (2008).
- Abisinia entre otras cosas que pude haber escrito y hoy ya no recuerdo (2009).
- De entonces acá (2011).
- Patria y otros poemas electOrales (2014).
- Esto no es un libro de poemas (2015).

## Premios
- 2006, Premio Morosoli de Plata otorgado por la Fundación Lolita Rubial, por su trayectoria como diseñador gráfico.
- 2010, Reconocimiento Latinoamericano a la Trayectoria Académica Profesional en el Diseño en el I Congreso latinoamericano de Enseñanza de Diseño, Universidad de Palermo, Buenos Aires (primer diseñador en recibir tal distinción).
- 2010, Premio al Mérito Gráfico y Esfuerzo Editorial.
- 2011, Premio Graffiti por el diseño del disco Canciones propias de Fernando Cabrera.[3]